# Powermonger
Powermonger est un jeu de stratégie en temps réel développé par Bullfrog et publié en 1990 par Electronic Arts sur Amiga et Atari ST. Le jeu a été conçu par Peter Molyneux et reprend certaines caractéristiques de son précédent titre, Populous.

## Système de jeu
Powermonger est un « god game », bien que le joueur incarne un général d'armée donnant des ordres aux personnages du jeu, au contraire de Populous où il incarne un dieu omniscient. Le but du jeu est de conquérir 195 territoires en dirigeant des troupes armées qui pillent des villages. Les ordres sont envoyés par pigeons voyageurs, mettant plus ou moins de temps à arriver selon l'éloignement du destinataire. Le monde est peuplé de pêcheurs, fermiers, forestiers dont on peut connaître le nom, le sexe, l'âge ou le lieu de naissance. Le terrain en 3D occupe le centre de l'écran et est entouré par un vaste menu de commandes. La caméra dispose de 8 niveaux de zoom et d'un axe de rotation de 90°.

## Accueil

### Critiques
| Powermonger     |      |       |
| Média           | Nat. | Notes |
| Dragon Magazine | US   | 5/5   |
| Gen4            | FR   | 83 %  |
| Joystick        | FR   | 91 %  |
| Tilt            | FR   | 15/20 |

### Récompenses
Powermonger a reçu, avec Full Métal Planète, le Tilt d'Or Canal Plus 1990 du « meilleur jeu de réflexion / stratégie ».